# Lettisk-ortodoxa kyrkan
Lettisk-ortodoxa kyrkan, eller Lettiska ortodoxa kyrkan, (lettiska: Latvijas Pareizticīgā Baznīca, ryska: Латвийская православная церковь/Latvijskaja pravoslavnaja tserkov) är en självstyrande östortodox kristen kyrka i Lettland som tillhör Moskvapatriarkatet (Rysk-ortodoxa kyrkan).

## Historik
Östortodox kristendom i Lettland har rötter tillbaka till 1000-talet.[källa behövs]

## Populärkultur
Samfundet spelar en viktig roll i Seinfeldavsnittet "The Conversion". Manusförfattaren Bruce Kirschbaum har förklarat att han då var ovetande om samfundets verkliga existens.